# Greg Edmonson
Greg Edmonson es un compositor de música para televisión y cine. Es principalmente conocido por componer la banda sonora de la serie de televisión de culto Firefly. También es el compositor de los tres primeros juegos de la serie de videojuegos Uncharted y de varios episodios de la comedia de situación animada estadounidense King of the Hill.

## Biografía
Greg Edmonson creció en Dallas, Texas y tocó la guitarra cuando era joven. Estudió composición de jazz en la Universidad del Norte de Texas. Más tarde, mientras era músico de estudio y sesionista, fue al Instituto Tecnológico de Músicos. Ha estudiado con el Dr. Albert Harris, ex director musical de NBC y destacado profesor de composición y profesor de música.
Como protegido del ampliamente exitoso y conocido compositor de televisión Mike Post (Magnum, P.I., Hill Street Blues, The Rockford Files), Edmonson trabajó en una serie de series proporcionando música adicional para Post (acreditada y, a veces, no acreditada).
Sus composiciones suelen estar escritas al piano, pero a veces usa una guitarra.

## Discografía

### Películas
- Turn of the Blade (1994)

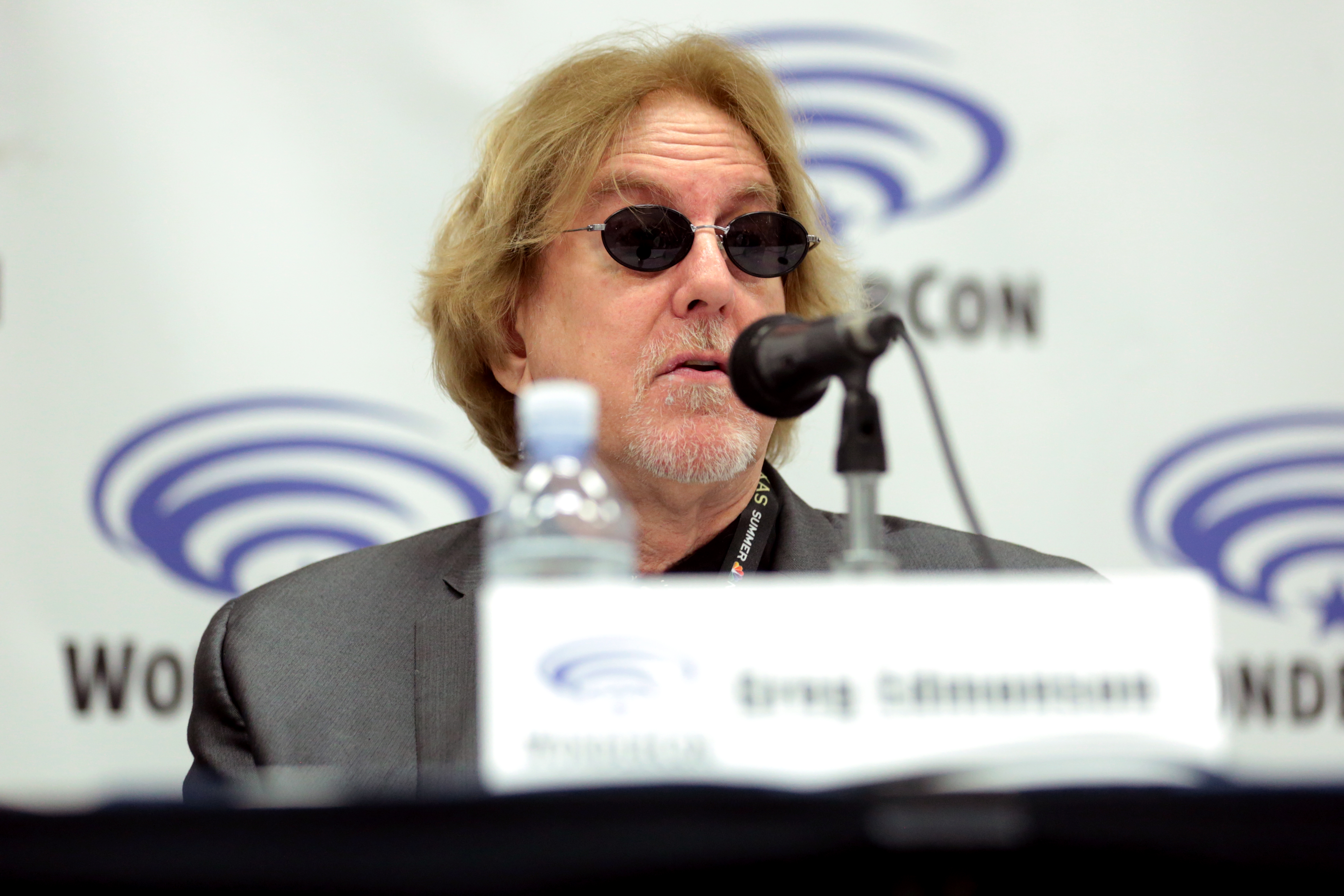
Edmonson hablando en WonderCon en 2017

- Science Fiction: A Journey Into the Unknown (1994)
- Last Lives (1997)
- Martian Law (1998)
- Frog and Wombat (1998)
- Undercover Angel (1999)
- Blue Ridge Fall (1999)
- Gary the Rat (2000)
- Luckytown (2000)
- Fast Women (2001)
- Miss Castaway and the Island Girls (2004)
- Sweet Union (2004)
- My First Christmas Tree (2007)
- Skyrunners (2009)
- Montana Amazon (2011)
- Bounty Killer (2013)

### Televisión
- Cop Rock (1990)
- Masters of the Maze (1994–1995)
- King of the Hill (1997–2009)
- Firefly (2002–2003)
- F.L.I.P. Mysteries: Women on the Case (2008)

### Videojuegos
- Uncharted: El tesoro de Drake (2007)
- Uncharted 2: El reino de los ladrones (2009)
- Uncharted 3: La traición de Drake (2011)

## Premios
| Año  | Premio                         | Categoría                                         | Trabajo                                           | Resultado | Ref.  |
| ---- | ------------------------------ | ------------------------------------------------- | ------------------------------------------------- | --------- | ----- |
| 1991 | Premios Emmy                   | Logro destacado en música y letras                | Cop Rock ("Oil Of Ol'Lay")                        | Nominado  |       |
| 2007 | AIAS                           | Logro destacado en composición de música original | Uncharted: El tesoro de Drake                     | Nominado  | [ 3 ] |
| 2007 | Hollywood Music In Media Award | Mejor partitura original - Videojuego             | Uncharted: El tesoro de Drake                     | Nominado  |       |
| 2009 | AIAS                           | Logro destacado en composición de música original | Uncharted 2: El reino de los ladrones             | Ganador   | [ 4 ] |
| 2009 | BAFTA                          | Mejor partitura original                          | Uncharted 2: El reino de los ladrones             | Ganador   | [ 5 ] |
| 2009 | BAFTA                          | Mejor uso de audio                                | Uncharted 2: El reino de los ladrones             | Ganador   | [ 5 ] |
| 2009 | Game Audio Network Guild       | Música del año                                    | Uncharted 2: El reino de los ladrones             | Ganador   | [ 6 ] |
| 2009 | Game Audio Network Guild       | Mejor álbum de banda sonora                       | Uncharted 2: El reino de los ladrones             | Nominado  | [ 7 ] |
| 2009 | Game Audio Network Guild       | Mejor partitura interactiva                       | Uncharted 2: El reino de los ladrones             | Nominado  | [ 7 ] |
| 2009 | Game Audio Network Guild       | Mejor canción instrumental original               | Uncharted 2: El reino de los ladrones – "Reunion" | Ganador   | [ 6 ] |
| 2009 | Hollywood Music In Media Award | Mejor partitura original - Videojuego             | Uncharted 2: El reino de los ladrones             | Nominado  | [ 8 ] |